# Кук (залив)
Кук или Кенайски залив (на английски: Cook Inlet) е залив в северната част на Тихия океан, край южния бряг на щата Аляска. Вдава се на североизток в сушата на 370 km. Ширината на входа му между южния край на полуостров Кенай на североизток и североизточния край на полуостров Аляска на югозапад е 87 km, а във вътрешността ширината му е от 18 km на север до 111 km на юг. Дълбочината му варира от 22 до 78 m. Заливът Кук се загражда от изток и югоизток от полуостров Кенай, на югозапад – от полуостров Аляска, а на запад, север и североизток е ограничен от континента. На юг се свърва с протока Шелихов (разделя полуостров Аляска от остров Кодиак), а на югозапад малката група острови Ушагат го отделя от водите на Тихия океан.
Бреговете му на юг са високи, скалисти, силно разчленени, а на север са предимно ниски, пясъчни и на места заблатени. Дълбоко навътре в сушата се вдават вторичните заливи Камишак (на югозапад), Тукседни (на запад), Кник и Тернагейн Арм (на североизток), Качемак (на югоизток). В централната и южната му част са разположени островите Калгин и Огюстин. В него се вливат доста реки, като по-големите са Чакачатна (от северозапад), Суситна (от север), Матануска (от североизток), Касилоф (от изток). Приливите му са полуденонощни, с височина до 12 m, предизвикващи силно приливно течение със скорост до 15,5 km/h.
В най-северния му край, на малък полуостров между заливите Кник и Тернагейн Арм е разположен най-големият град в щата Аляска – Анкъридж. Други по-големи градове по крайбрежието му са Кенай (на западния бряг на полуостров Кенай), Хоп (на залива Чикалон), Хамър (на южния бряг на полуостров Кенай, на брега на залива Качемак). Заливът Кук е открит на 26 май 1778 г. и първично картиран и изследван от великия английски мореплавател Джеймс Кук и впоследствие е наименуван в негова чест.